# Johnnealella
Johnnealella is een geslacht van uitgestorven kreeftachtigen uit de klasse van de Ostracoda (mosselkreeftjes).

## Soort
- Johnnealella nopporensis Hanai & Ikeya, 1991 †